# أرتور غريغوريان
أرتور غريغوريان (بالروسية: Артур Акопович Григорян)‏ هو لاعب كرة قدم روسي في مركز الهجوم، ولد في 29 يناير 1985 في آخالتسيخه في جورجيا. لعب مع دينامو ستافروبول.

## وصلات خارجية
- أرتور غريغوريان على موقع قاعدة بيانات كرة القدم.إي يو (الإنجليزية)
- أرتور غريغوريان على موقع Soccerway.com (الإنجليزية)